# Оєрдорф
Оєрдорф (нім. Euerdorf) — громада в Німеччині, розташована в землі Баварія. Підпорядковується адміністративному округу Нижня Франконія. Входить до складу району Бад-Кіссінген. Центр об'єднання громад Оєрдорф.
Площа — 16,34 км2. Населення становить 1490 ос. (станом на 31 грудня 2020).